# صائد المحار الأوراسي
صائد المحار الأوراسي أو أكَّال المَحّار الأوراسي أو سَلَّاج كُندُش (الاسم العلمي: Haematopus ostralegus) (بالإنجليزية: Eurasian Oystercatcher)‏ هو نوع من الطيور يتبع جنس صائد المحار من فصيلة صائدات المحار.

## الوصف

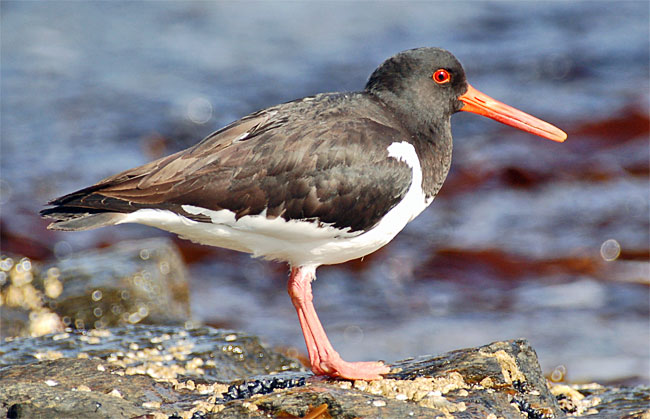
أكال المحار في جزيرة الطيور النرويجية (Runde)

## شكل البيضة

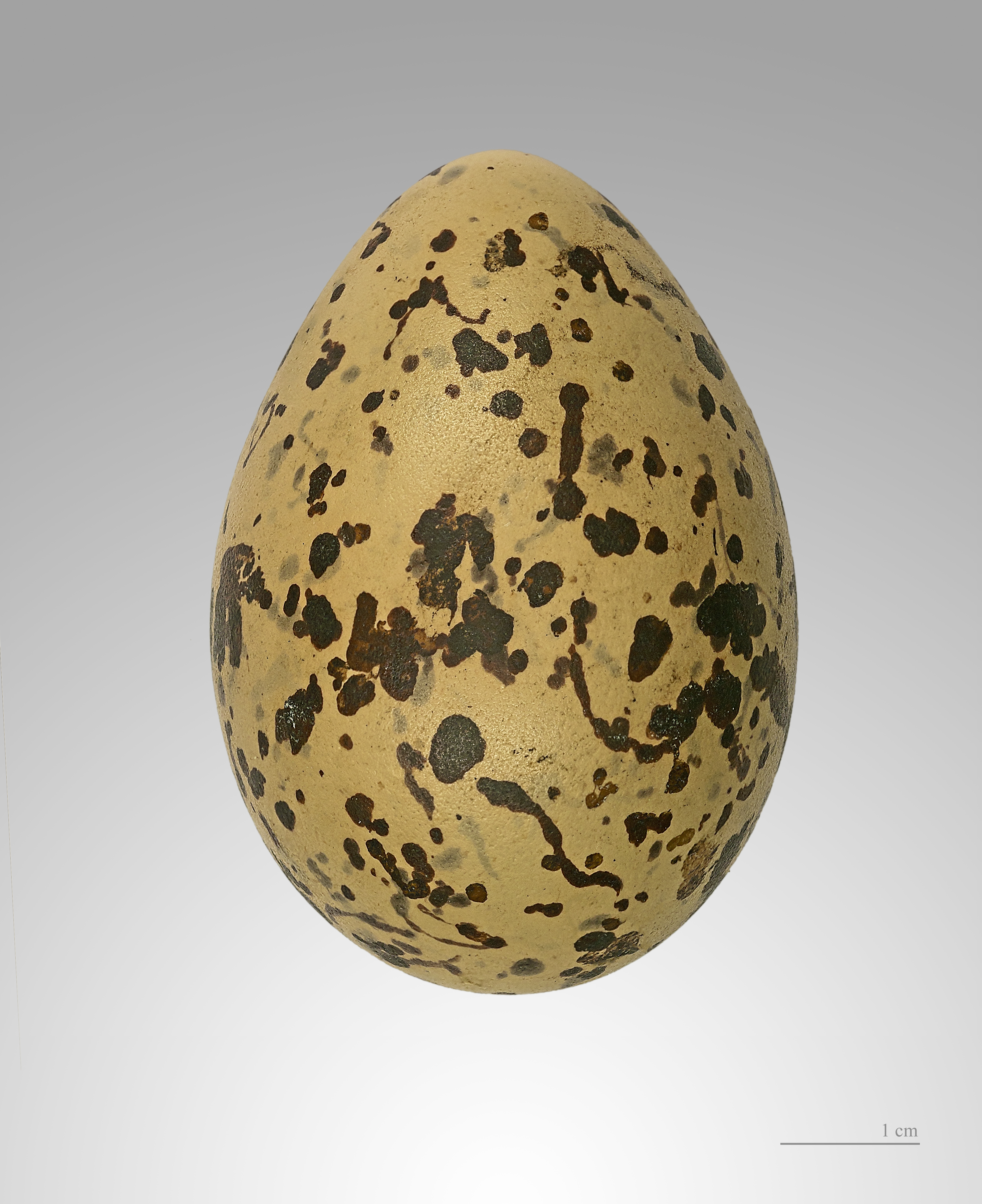
شكل بيضة أكال المحار